# Liste der bayerischen Gesandten in Italien
Dies ist eine Liste der bayerischen Gesandten in Italien. Bis 1871 war die Gesandtschaft in Florenz ansässig, danach in Rom.

## Gesandte
1865: Aufnahme diplomatischer Beziehungen
- 1865–1868: Ferdinand von Hompesch-Bollheim (1824–1913)
- 1868–1870: Ludwig von Paumgarten-Frauenstein (1821–1883)
- 1870–1872: Wilhelm von Dönniges (1814–1872)
- 1872–1880: Alfred Ludwig von Bibra (1827–1880)
- 1880–1885: Rudolf von Tautphoeus (1838–1885)
- 1886–1887: Karl Moy de Sons (1827–1894)
- 1887–1896: Clemens von Podewils-Dürniz (1850–1922)
- 1896–1903: Heinrich Tucher von Simmelsdorf (1853–1925)
- 1903–1915: Rudolf von und zu Tann-Rathsamhausen (1855–1942)

1915: Abbruch der diplomatischen Beziehungen
1919: Auflösung der Gesandtschaft

## Gesandte in den italienischen Staaten (vor 1861)

### Gesandte im Königreich Neapel
1777: Aufnahme diplomatischer Beziehungen
...
- 1810–1815: Johann Casimir von Häffelin (1737–1827)

### Gesandte im Königreich beider Sizilien
bis 1851: Unterbrechung der Beziehungen
- 1851–1854: Karl von Spaur (1794–1854), Resident in Rom
- 1854–1867: Ferdinand von Verger (1806–1867), Resident in Rom

1867: Auflösung der Gesandtschaft

### Gesandte im Königreich Sardinien
- 1816–1817: Willibald von Rechberg und Rothenlöwen (1780–1849)
- 1818–1821: Emanuel von Freyen-Seyboldsdorf (1777–1832)
- 1822–1826: unbesetzt
- 1827–1841: Johann Franz Anton von Olry (1769–1863)
- 1841–1842: unbesetzt
- 1843–1847: Maximilian von Marogna (1797–1874)
- 1847–1850: Carl August von Abel (1788–1859)
- 1850–1854: Karl von Spaur (1794–1854), Resident in Rom
- 1854–1860: Ferdinand von Verger (1806–1867), Resident in Rom

1860: Auflösung der Gesandtschaft

### Gesandte in Venedig
- 1730–1759: Johann Maria Trevano
- 1759–1797: Gabriel Cornet

1797: Auflösung der Gesandtschaft